# Treptele căderii
Treptele căderii este un film românesc din 1998 regizat de Anca Hirțe, Jean Lefaux.